# フーズ・ネクスト
フーズ・ネクスト(Who's Next)は、1971年に発表されたイギリスのロックバンド、ザ・フーの5作目にあたるオリジナルアルバム。全英1位・全米4位を記録。『これが最高！（Critic's Choice Top 200 Albums）』（1979年　クイックフォックス社）英米編では19位、ローリングストーン誌の大規模なアンケートによる『オールタイム・ベストアルバム500』では28位にランクイン。

## 概要
オリジナルアルバムとしては1969年の『トミー』以来2年ぶり。バンドにとって初のチャート1位獲得作品であり、『トミー』と本作の成功により、ザ・フーの人気は決定的なものとなった。
本作は前年1970年に発表したザ・フー初のライブアルバム『ライヴ・アット・リーズ』で聴かせたバンドのヘヴィなサウンドをスタジオで再現させ、ハード・ロックの一つの極地に達したとして高い評価を得た。さらに、本作では初めてシンセサイザーやシーケンサーを導入し、プログレッシブなサウンドを取り入れた。「ババ・オライリィ」や「無法の世界」といった楽曲ではその成果がよく表れている。一方で「ラヴ・エイント・フォー・キーピング」や「ゴーイング・モービル」のような1971年当時流行していたサザン・ロックの香りのする楽曲も取り入れ、色彩豊かな内容となっている。

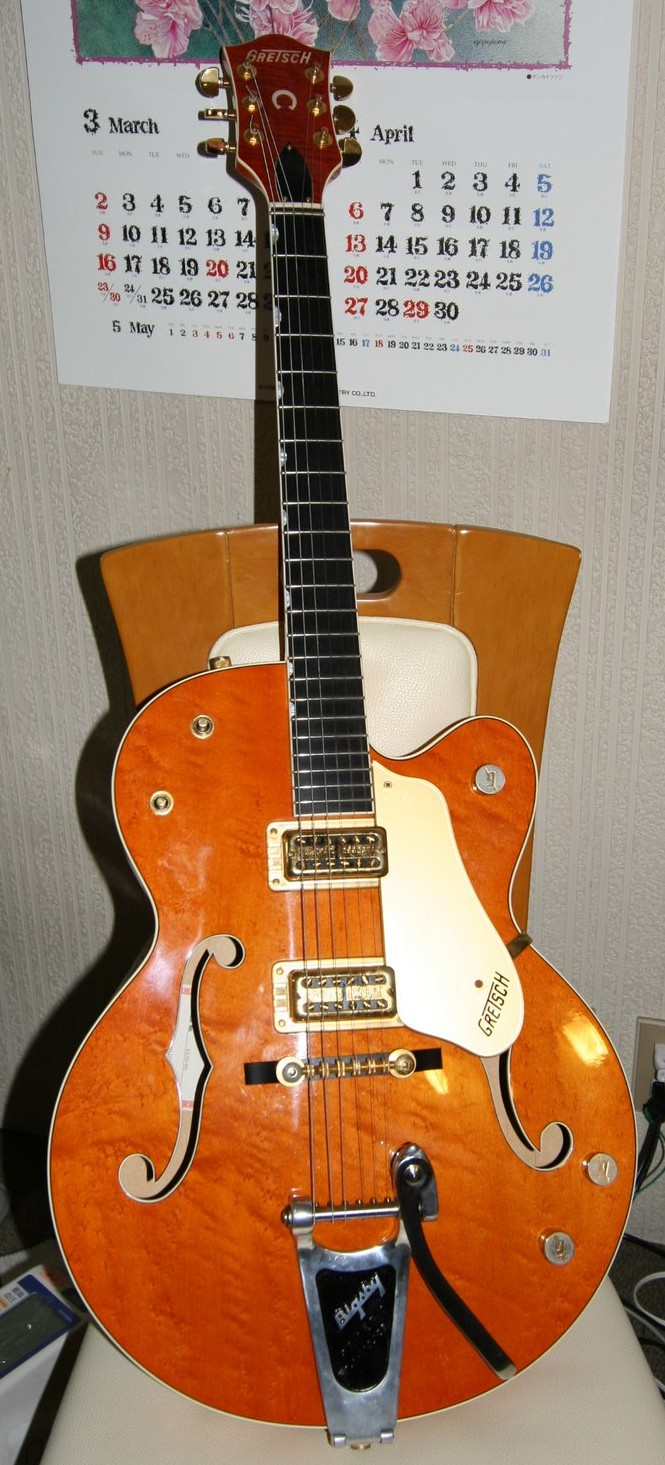
録音に使用されたものと同型のグレッチ6120

録音は1971年4月からバークシャー州ニューベリーにあるミック・ジャガー所有の別荘、スターグローヴスとモービル・ユニットで始められ、その後ロンドンのオリンピック・スタジオに移動し、6月まで行われた。共同プロデューサーとしてレコーディング・エンジニアのグリン・ジョンズの名がクレジットされている。本作でピート・タウンゼントは、ジョー・ウォルシュとマウンテンのレスリー・ウェストからプレゼントされたグレッチの6120とギブソン・レスポール・ジュニアをメインに使用している。本作からは「無法の世界」、「ビハインド・ブルー・アイズ」（アメリカのみ）がシングルカットされ、「無法の世界」は全英9位にまで上った。また、「ババ・オライリィ」がオランダなど欧洲数カ国でシングルカットされている。

## 経緯
当初、『トミー』に続くロック・オペラ第2弾「ライフハウス」として発表されるはずだった。タウンゼントの構想では、「ライフハウス」は単なるスタジオアルバムに留まらない、オペラ、演劇、全てを包括した、いわば「聴衆参加型ロック」という壮大なプロジェクトになる予定だった。楽曲製作は1970年からスタートしており、楽曲のいくつかはすでに当時のライブでも演奏されていた。1971年1月の製作発表で、タウンゼントは本作が映画、劇場、アルバムがクロスオーバーした多角的な作品になる事を予告しており、『トミー』以来の新作に大いなる期待を集めた。
だが、頼みの綱だったマネージャーのキット・ランバートが「ライフハウス」に興味を示さなかった事、さらにタウンゼントの書いた脚本があまりにも難解で、他のメンバーが内容を理解できなかった事が仇となり、計画は早くも暗礁に乗り上げた。3月にはランバートの呼びかけでニューヨークのレコード・プラントでレコーディングを行うも、当時ランバートはヘロイン中毒に陥っており、レコーディングは早いうちに打ち切られた。ロンドンに戻った後、ミキシングのために呼び出されたグリン・ジョンズが、「ライフハウス」のコンセプトを破棄して一から製作し直す事を進言、タウンゼント以外のメンバーがそれに賛同した。この時点から、本作は「コンセプトを持った曲によるノン・コンセプト・アルバム」として製作される事になった。4月には予定していたロンドンのヤング・ヴィック・シアターでの「ライフハウス・コンサート」を行うが、この時点になるともはやタウンゼントも「ライフハウス」への情熱を失っていた。
『フーズ・ネクスト』に収録された楽曲は、ジョン・エントウィッスルが書いた「マイ・ワイフ」を除き、すべて「ライフハウス」用に書き下ろした曲であった。当初は2枚組としてリリースする予定が、結局9曲のみに絞られ、選考から漏れた曲はタウンゼントのソロ・アルバムや『オッズ&ソッズ』等の編集アルバムに回される事になった。タウンゼントは妥協と挫折の副産物であった本作を、当初はとても嫌っていたが、後に「俺の頭が最も冴えて、最も能力に満ちていた時期だった」と自認するほど当時の彼らのクリエイティブネスは頂点を極めており、本作はザ・フー史上最高傑作という評価を得るまでになった。反面、タウンゼントは「ライフハウス」制作頓挫が響いたせいなのか、このアルバムを「クソだ！本当に嫌いだよ」と延べている。
『フーズ・ネクスト』発表後もタウンゼントは「ライフハウス」にこだわり続け、楽曲製作を続けた。そして1999年12月にBBCラジオ3で放送されたラジオドラマ、及びそれを収録したCDボックス『ライフハウス・クロニクルズ』の発表で一応の完成を見た。

## アルバムジャケットについて
ジャケット撮影はイーサン・ラッセルによるもので、イギリス・ダラム州にあるイージントン炭鉱（Easington Colliery）の鉱石廃棄場とされていたが最近ラッセルのドキュメンタリーを編集する過程で本当の撮影場所が判明しイギリスのダービーシャー・タイムズ紙が記事化した。聳え立つコンクリート壁にメンバー4人が放尿した後、ズボンのファスナーを上げているところが写されている。当初は股を広げた巨漢の女性の性器をメンバーの笑顔で隠すというもっと下品な案があったという。なおジャケット写真の空模様は、没案になった写真を使用して合成したものである。
実際の撮影場所は、イングランドの中央に位置するダービーシャー州のノースイースト・ダービーシャー地区にあるテンプル・ノーマントンという町にあった、炭鉱の残土の山に地すべりを防止するために設けられた壁。
現在、この壁は農場の中にあり、周囲は埋め立てられたため現在は壁の最上部しか見ることはできない。

## リイシュー
1995年にリリースされたリマスター版には、「ライフハウス」用に書かれていた未発表曲5曲と、ヤング・ヴィック・シアターでのライブから2曲が追加収録された。2003年リリースのデラックス・エディションには、1971年3月にニューヨークのレコード・プラントで収録された楽曲6曲と、同年4月26日に行われたヤング・ヴィック・シアターでのライブの全てが収録された。リマスターも1995年のリミックス・マスターではなく、オリジナルの2チャンネル・マスターから起こされており、更なる音質向上がなされた（いずれもリマスターはジョン・アストリーが担当）。

## 収録曲
特記なき場合、作詞・作曲はピート・タウンゼント。

### オリジナル版（1971年）
- A面

1. ババ・オライリィ - Baba O'Riley
2. バーゲン - Bargain
3. ラヴ・エイント・フォー・キーピング - Love Ain't for Keeping
4. マイ・ワイフ - My Wife (Entwistle)
5. ソング・イズ・オーヴァー - The Song is Over

- B面

1. ゲッティング・イン・チューン - Getting in Tune
2. ゴーイング・モービル - Going Mobile
3. ビハインド・ブルー・アイズ - Behind Blue Eyes
4. 無法の世界 - Won't Get Fooled Again

### リマスター版（1995年）
※1.〜9. オリジナル版に同じ
10. ピュア・アンド・イージー - Pure and Easy (Original Version)
11. ベイビー・ドント・ユー・ドゥ・イット - Baby Don't You Do It (Holland-Dozier-Holland)
12. ネイキッド・アイ - Naked Eye (Live at the Young Vic 26/4/71)
13. ウォーター - Water (Live at the Young Vic 26/4/71) 
14. トゥー・マッチ・オブ・エニシング - Too Much of Anything (Original Version) 
15. アイ・ドント・イーヴン・ノウ・マイセルフ - I Don't Even Know Myself 
16. ビハインド・ブルー・アイズ - Behind Blue Eyes (Original Version)

### デラックス・エディション（2003年）
- ディスク1

　※1.〜9. オリジナル版に同じ

　－ニューヨーク・レコード・プラント・セッション－
10. ベイビー・ドント・ユー・ドゥ・イット - Baby Don't You Do It (Longer Version) 
11. ゲッティング・イン・チューン - Getting in Tune
12. ピュア・アンド・イージー - Pure and Easy (Alternate Version)
13. ラヴ・エイント・フォー・キーピング - Love Ain't For Keeping (Electric Version, Townshend on lead vocals)
14. ビハインド・ブルー・アイズ - Behind Blue Eyes (Alternate Version)
15. 無法の世界 - Won't Get Fooled Again (Original New York sessions version)
- ディスク2

　－ヤング・ヴィック・シアター・ライヴ、1971年4月26日－
1. ラヴ・エイント・フォー・キーピング - Love Ain't for Keeping
2. ピュア・アンド・イージー - Pure and Easy
3. ヤング・マン・ブルース - Young Man Blues (Mose Allison)
4. タイム・イズ・パッシング - Time Is Passing
5. ビハインド・ブルー・アイズ - Behind Blue Eyes
6. アイ・ドント・イーヴン・ノウ・マイセルフ - I Don't Even Know Myself
7. トゥー・マッチ・オブ・エニシング - Too Much of Anything
8. ゲッティング・イン・チューン - Getting in Tune
9. バーゲン - Bargain
10. ウォーター - Water
11. マイ・ジェネレーション - My Generation
12. ロード・ランナー - (I'm a)Road Runnner (Ellas McDaniel)
13. ネイキッド・アイ - Naked Eye
14. 無法の世界 - Won't Get Fooled Again

## 参加ミュージシャン
ザ・フー
- ロジャー・ダルトリー - リード・ボーカル、ハーモニカ
- ジョン・エントウィッスル - ベース、ブラス、ピアノ、ボーカル
- キース・ムーン - ドラムス、パーカッション
- ピート・タウンゼント - ギター、ピアノ、オルガン、アープ・シンセサイザー、EMS VCS3シンセサイザー、ボーカル

ゲスト・ミュージシャン
- ニッキー・ホプキンス - ピアノ（「ソング・イズ・オーヴァー」、「ゲッティング・イン・チューン」）
- デイヴ・アーバス - ヴァイオリン（「ババ・オライリィ」）